# Province d'Osorno
La province d'Osorno est une province chilienne située au centre de la région des Lacs. Elle a une superficie de 9 223,7 km² pour une population de 221 509 habitants. Sa capitale provinciale est la ville d'Osorno. Son gouverneur actuel est Jaime Bertín Valenzuela.

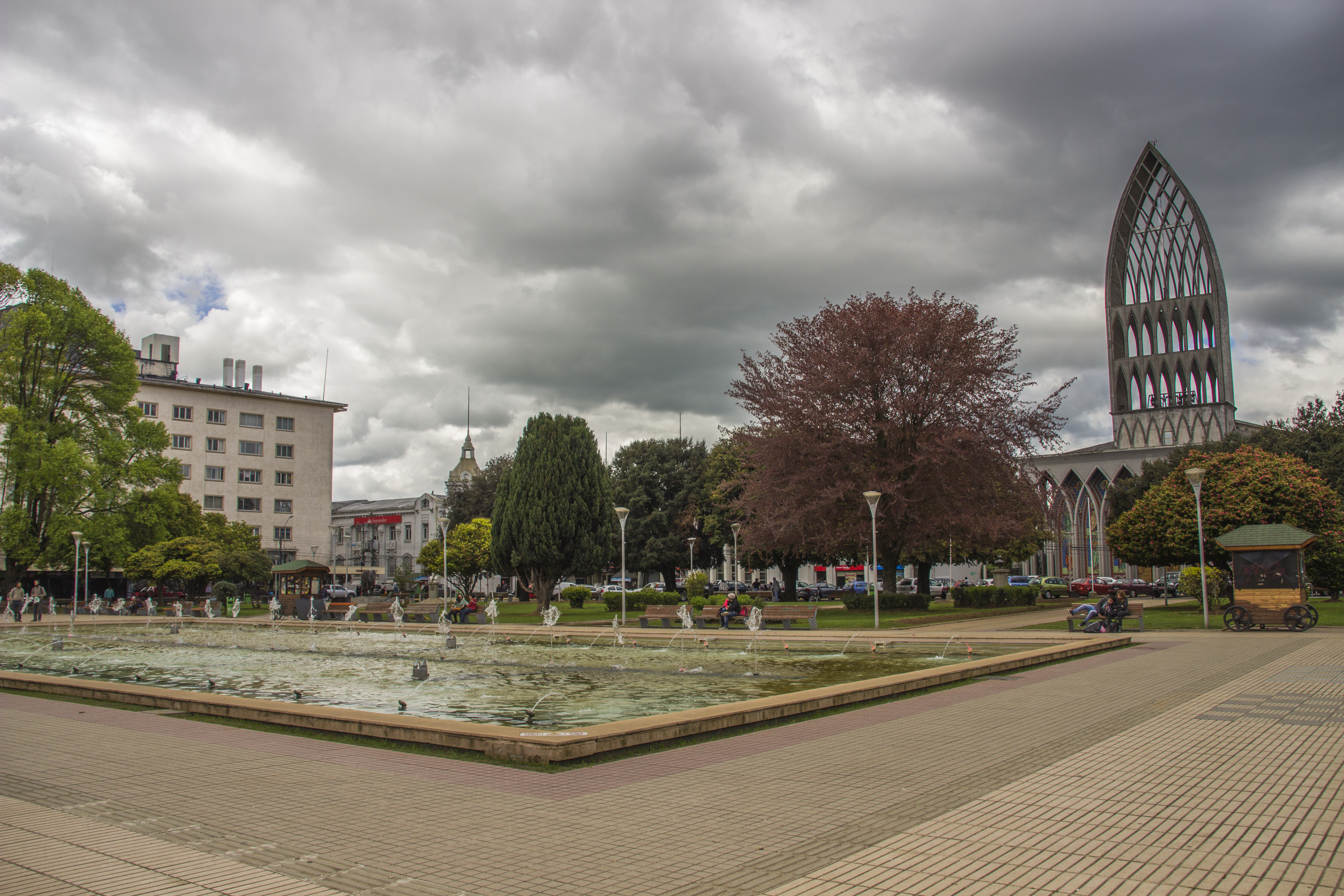
Place principale de la ville d'Osorno

## Communes
La province est divisée en 7 communes  : 
- Osorno
- Puerto Octay
- Purranque
- Puyehue
- Rio Negro
- San Pablo
- San Juan de la Costa